# Laleu (Charente-Maritime)
Pour les articles homonymes, voir Laleu.
Laleu est un quartier de La Rochelle et une ancienne commune française, située dans le département de la Charente-Maritime en région Nouvelle-Aquitaine. Elle est rattachée à La Rochelle depuis 1880.

## Histoire
En 1858, la commune de Saint-Maurice est scindée en trois, une partie étant alors rattachée à la commune de Laleu.

## Administration
| Période                                  | Période | Identité                     | Étiquette | Qualité |
| ---------------------------------------- | ------- | ---------------------------- | --------- | ------- |
|                                          |         | Jean-Baptiste Gabriel Béraud |           |         |
| Les données manquantes sont à compléter. |         |                              |           |         |

## Démographie
| 1793 | 1800 | 1806 | 1821 | 1831 | 1836 | 1841 | 1846 | 1851 |
| ---- | ---- | ---- | ---- | ---- | ---- | ---- | ---- | ---- |
| 807  | 802  | 747  | 864  | 910  | 971  | 959  | 979  | 956  |

| 1856 | 1861  | 1866  | 1872  | 1876  | - | - | - | - |
| ---- | ----- | ----- | ----- | ----- | - | - | - | - |
| 868  | 1 238 | 1 162 | 1 131 | 1 149 | - | - | - | - |

Histogramme

(élaboration graphique par Wikipédia)

## Patrimoine

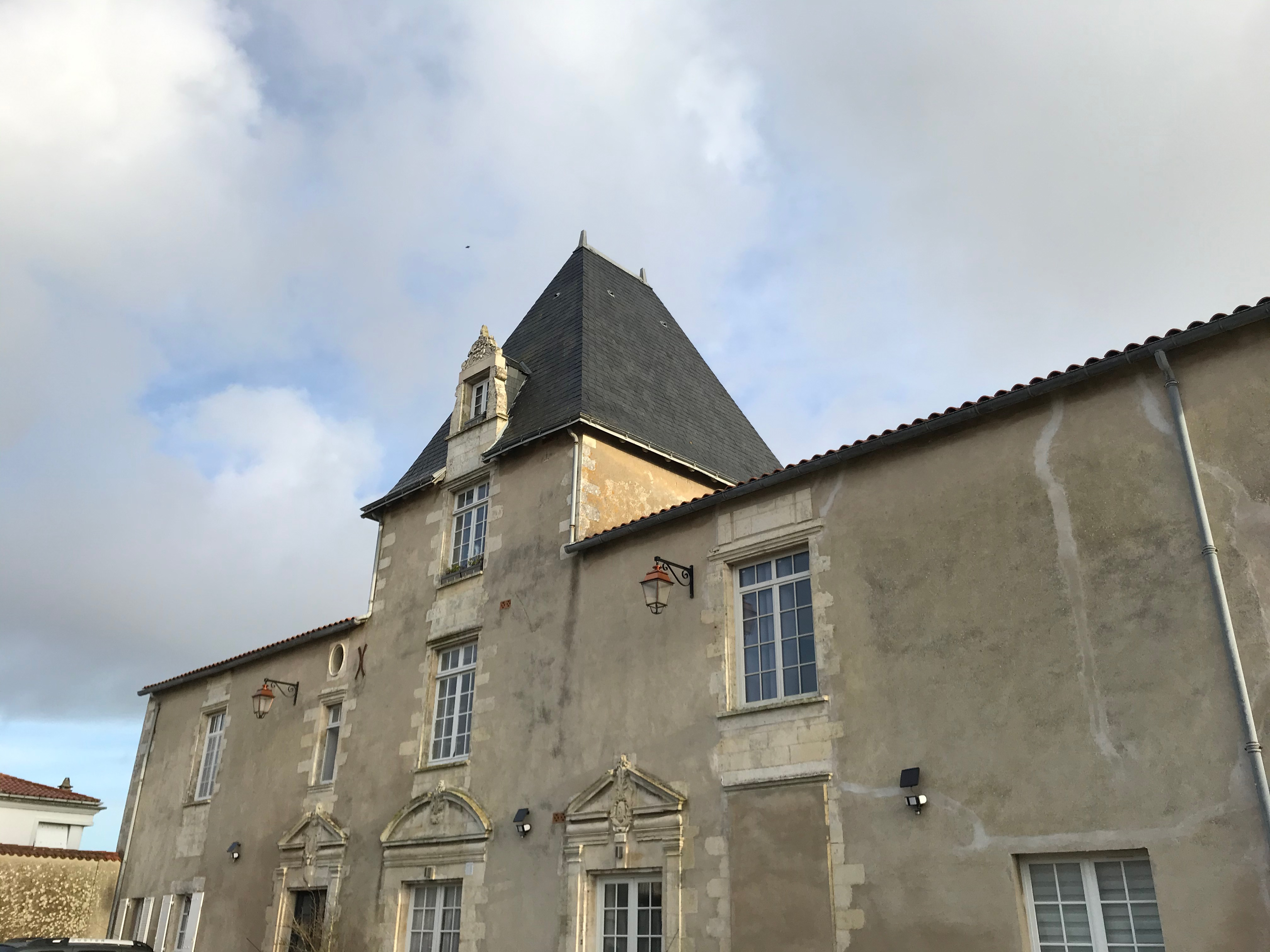
Le château de Laleu, façade ouest.

- Église Saint-Pierre de Laleu
- Château de Laleu

## Personnalités liées
- Paul Yvon, seigneur de Laleu, maire de La Rochelle
- Jacques Ricard de Genouillac, baron de Laleu
- Philibert Trudaine de Montigny, seigneur de Laleu
- Jean-Baptiste Béraud, maire de Laleu